# أريك ليونارد إكمان
أريك ليونارد إكمان (1883-1931) (بالإنجليزية: Erik Leonard Ekman)‏ هو عالم نبات سويدي.